# Oreobates discoidalis
Espèce
Synonymes
- Hylodes discoidalis Peracca, 1895
- Eleutherodactylus discoidalis (Peracca, 1895)

Statut de conservation UICN

 LC  : Préoccupation mineure
Oreobates discoidalis est une espèce d'amphibiens de la famille des Craugastoridae.

## Répartition
Cette espèce se rencontre, :
- en Argentine entre 700 et 1 200 m d'altitude dans les provinces de Jujuy, de Salta et de Tucumán ;
- en Bolivie entre 950 et 2 200 m d'altitude dans les départements de Cochabamba, Chuquisaca, de Santa Cruz et de Tarija.

## Publication originale
- Peracca, 1895 : Viaggio del dottor Alfredo Borelli nella Repubblica Argentina e nel Paraguay. Bollettino dei Musei di Zoologia ed Anatomia Comparata della Universita di Torino, vol. 10, no 195, p. 1-32.